# Pandanus multibracteatus
Pandanus multibracteatus är en enhjärtbladig växtart som beskrevs av Elmer Drew Merrill. Pandanus multibracteatus ingår i släktet Pandanus och familjen Pandanaceae. Inga underarter finns listade.